# Art in Ruins
Art in Ruins  var en konstnärsgrupp baserad i Bloomsbury, London som bestod av konstnärerna Hannah Vowles och Glyn Banks. Gruppen, som grundades 1984, använde sig av 60-talets konceptuella konstnärliga strategier som populariserades av bl.a. Art & Language och Gilbert och George. Dess reaktion på den dåtida samtidskonsten var ikonoklastisk med "ett slags överkänslighet för politisk konst". Under 1990-talet var den ett slags motsats till Young British Artists. Art in Ruins har varit i limbo sedan 2001. Denna "tystnad" är i sin tur föremål för ett konstnärligt projekt av Eva Weinmayr.